# Zamora, Michoacán
Zamora de Hidalgo, là một thành phố của bang Michoacán, México. Theo thống kê dân số 2010, thành phố có dân số 141.627 người, khiến nó trở thành thành phố lớn thứ ba trong bang. Đây là thủ phủ của municipio Zamora (có diện tích 330,97 km² (127.79 sq mi) và bao gồm nhiều điểm dân cư nhỏ hơn, nổi bật trong đólà Ario de Rayón (Ario Santa Mónica)). Dân số của municipio là chừng 186.102 người, là vùng đô thị lớn thứ nhì bang.
Thành phố tọa lạc trên cao nguyên Tarascan ở mạn tây bắc Michoacán, ở độ cao 1.567 m (5.141 ft) trên mực nước biển. Zamora được vây quanh bởi thung lũng Tziróndaro màu mỡ, một vùng trồng trọt quan trọng giúp tạo ra một lượng lớn hàng xuất khẩu đến Hoa Kỳ.